# Члухувский повет
Члухувский повят (пол. Powiat człuchowski) — повят (район) в Польше, входит как административная единица в Поморское воеводство. Центр повята — город Члухув. Занимает площадь 1574,41 км². Население — 56 966 человек (на 30 июня 2015 года).

## Административное деление
- города: Члухув, Чарне, Дебжно
- городские гмины: Члухув
- городско-сельские гмины: Гмина Чарне, Гмина Дебжно
- сельские гмины: Гмина Члухув, Гмина Кочала, Гмина Пшехлево, Гмина Жеченица

## Демография
Население повята дано на 30 июня 2015 года.
| Перепись            | Всего  | Мужчины | Женщины |
| ------------------- | ------ | ------- | ------- |
|                     | чел.   | чел.    | чел.    |
| Всего               | 56 966 | 28 192  | 28 774  |
| Городское население | 25 373 | 12 221  | 13 152  |
| Сельское население  | 31 593 | 15 971  | 15 622  |